# 대기 오염

대기 오염을 일으키는 이유와 결과를 나타낸 그림: (1) 온실 효과, (2) 분진 오염, (3) 자외선 증가, (4) 산성비, (5) 오존 농도 증가, (6) 산화 질소 수준 증가

대기 오염(大氣汚染, air pollution)은 인간 활동으로 인한 대기 상의 환경 오염을 말한다.
공장의 매연, 자동차의 배기가스 등으로 도심에서는 대기의 오염이 더욱 심해지고 있다. 자동차 배기가스의 오염에 대하여 최근에 주목을 끄는 것은 자동차에 의해 일어나는 세진(細塵)이 점차 감소되고 있다는 점이다. 이는 자동차 부속품의 성능 및 도로 포장의 품질이 개선되고 있다는 반증이다. 그러나 일산화탄소·질소화합물 등은 오히려 해마다 증가하고 있어, 도심 대기 오염의 정도가 점차 악화되고 있음을 보여준다.

## 개요
몇십억 년이라는 지구의 역사에서 보면 극히 짧은 2세기 동안에 인간은 지구환경을 크게 변모시켰다. 그중 가장 커다란 문제는 기후 변화에 의한 식량 공급의 불안정과 대기 오염이나 산성비를 야기하는 삼림의 훼손, 방출된 화학 오염물질에 의한 인체와 생태계에 미치는 영향이다.
탄소·산소·질소·수소·인·황의 여섯 가지 원소는 생물체의 95%를 차지하며, 각 생물은 이들 원소를 효율적으로 순환시켜 생명체를 유지해오고 있다. 최근 이러한 물질 순환이 변화하기 시작하였는데, 특히 탄소·질소·황이 현저하게 변하고 있다. 1860년부터 현재까지 소비된 화석 연료는 대기 중에 1,850억t의 탄소를 방출하였다.
연간 방출량은 1860년의 9,300만t에서 현재 50억t으로 약 50배 증가하였다. 20세기 초에는 화전이나 방목지 조성을 위해 삼림을 마구 태워 다량의 탄소가 대기 중에 방출되었다. 1860년부터 현재까지의 합계는 1,000억t 이상에 이른다. 그 결과 대기 중의 이산화탄소가 약 30% 증가하였다. 이산화탄소는 지구 온난화의 주범으로 보인다는 주장이 대부분인데 온실 효과를 일으키는 온실 가스이다. 예측하는 바에 의하면 대기 중의 이산화탄소가 공업화 이전의 2배가 되면 지구의 평균 기온은 1.5-4.5℃ 상승할 것이다. 이 수치로는 대수롭지 않다고 생각할지도 모르지만 두꺼운 얼음층이 지구를 덮고 있던 빙하 시대에도 오늘날의 평균 기온에 비해 불과 5℃ 낮았다.
대기 중에 방출되는 이산화탄소는 1900년경부터 경고되고 있으나, 최근 주목받고 있는 온실효과 가스로는 메탄과 질소화합물이 있다. 화력 발전소, 자동차, 공장 등에서 다량으로 배출되는 질소화합물(NOx)은 강한 햇빛에 닿으면 다른 화합물질과 반응하여 오존을 발생시킨다. 오존은 많은 도시에서 발생하고 있는 광화학 스모그의 주성분이며, 이 오염 물질은 지금은 정원 지대로 이동하여 피해가 더욱 커지고 있다.
황과 질소화합물이 관계하는 산성비도 일부 도시의 문제에서 지역적인 문제로 이행하였고, 바야흐로 문제는 국제화 양상을 띠고 있다. 연소하지 않는 섬유로 알려져 있는 아스베스토(석면)는 남극의 빙하에서도 증가하고 있다는 것이 밝혀져 지구 규모로 오염이 진행되고 있음을 알 수 있다. 이와 같이 대기 중에는 여러 가지 오염 물질이 혼입되어 드러나지 않은 오염도 많다고 할 수 있다.

## 피해
세계보건기구(WHO)는 1996년 2월 스위스 제네바에서 발표한 한 연구를 통해 프랑스 파리에서 스모그로 사망하는 사람이 연간 350명에 이른다고 밝혔다. 또한 자동차 배기가스로 인해 오염된 도시에서 사는 것이 핵발전소 안에 있는 것보다 10-100배나 위험하다고 덧붙였다. 이 연구에 따르면 대기오염은 암과 폐질환을 일으키고 남성의 성기능을 약화시키는 것으로 추측되었다. 공중에 떠다니는 직경 10μm 이하의 입자상물질(미세먼지)들을 일컫는 PM10에 대한 우려가 높아졌다.
WHO는 1995년 10월 PM10에 대해 안전한 노출기준이란 없으며, 인구 100만 명이 사는 도시에서 PM10이 공기 1m3당 50μm인 상태가 3일간 계속된다면 평상시보다 천식 환자 1,000명이 더 발생하고, 4명이 더 사망할 것이라고 보고했다. '영국 대기물질 기준 전문가 패널'은 1995년 11월 발표한 보고서를 통해 PM10이 영국에서 연간 2,000-1만 명의 목숨을 앗아가고 있다고 밝혔다. '대기오염물질이 건강에 미치는 영향 위원회'는 입자상 물질이 암을 일으킨다는 증거는 아직 밝히지 못했지만, 입자 자체는 발암성 물질을 함유하고 있다고 경고했다. '도시 대기물질 검토 그룹'이 1996년 5월 발간한 보고서 「영국의 대기중 입자상 물질」에 따르면 런던의 PM10 농도는 1992-94년에 139일이나 이 기준을 초과했고, 그 원인물질의 86%는 도로교통에서 왔으며, 옥스퍼드의 경우 허용기준의 5배에 이르렀다. 미국의 환경단체 자연자원방어협회가 239개 미국 도시를 대상으로 조사한 보고서에 따르면 연간 64,000명이 대기중 입자상 물질로 인한 심폐질환으로 목숨을 잃고 있는 것으로 추산되었다.

### 질환
대기 오염에 의한 질환이 대기중에 포함된 인위적인 화학물질에 의하여 유발된다는 것은 널리 알려져 있는 사실로서 호흡기·순환계의 질병이 그 중에서 가장 많다.  대기중의 화학물질의 농도가 높아져서 어느 정도 지속하게 되면 때로는 한꺼번에 많은 인명의 피해를 나타내는 예도 있다. 1952년과 1962년에 영국의 런던에서, 그리고 1948년엔 미국의 피츠버그 교외에서 바로 이와 같은 사고가 있었다.   일차적으로는 공장에서 나오는 매연(煤煙) 중의 유독(有毒)성분이 원인이 되어 일정지역에서 대기중의 유독성분이 고농도로 지속되는 이와 같은 현상은 또한 고기압의 정체라는 기상조건이 수반조건으로 되어 있다. 피츠버그 및 런던의 경우도 이와 같은 기상조건이었다.  대기 오염에 의한 질환은 오늘날 공해병(公害病)이라 하여 사회적으로 중대한 문제로 대두되고 있다. 일차 원인으로서는 앞서 말한 바와 같이 생산현장에서의 매연이며, 공해병은 그런 의미에서 인위적 원인에 유래하는 것으로, 병리현상에도 명백하게 나타나고 있다.  인간의 노력에 따라서는 공해병의 발생은 하루아침에 없앨 수도 있는 일이며, 이런 점에서 기상조건은 공해병 발생의 제한인자(因子)이기는 하지만, 공해병과 고유의 기상병과는 근본적으로 그 성질이 다른 것이므로, 동일한 범위로 생각한다는 것은 근본 원인을 엄폐하는 것이 된다.

## 통제
공장·용광로·소각로·발전소 등에서 발생하는 대기오염은 여러 가지 방법으로 줄일 수 있다. 예를 들어 오염 물질이 나오는 것을 막을 수 있는 장비를 공장에 설치하는 방법이 있다. 또 제조 방법을 바꾸거나 오염 물질을 덜 내는 연료로 바꾸는 방법 등을 생각할 수도 있다. 아니면 연료를 깨끗한 것으로 교환할 수도 있다. 자동차나 트럭에서 나오는 매연을 줄이려면 엔진 조작 방법 또는 연료 성분을 바꾸거나, 매연 조절 장치를 설치하면 된다. 전기나 메탄올, 천연가스, 증기 등 오염 물질을 적게 내는 에너지원의 개발 또한 시급하다.

## 각국의 대응책

### 대한민국
최근 대한민국의 대기오염도는 일산화탄소와 탄화수소의 배출량은 줄어들고 있으며, 이산화황과 먼지의 배출량은 감소와 증가를 반복하고 있고, 이산화질소의 배출량은 증가하고 있다. 이산화황의 오염도는 울산·대구·성남 등 일부 도시와 공단지역을 제외한 전국에서 해마다 줄어들어, 장기환경기준치를 넘지 않는다. 그러나 난방 연료 사용량이 증가하는 겨울철에는 오염도가 높아진다. 총부유먼지의 오염도 역시 줄어드는 추세이나 봄철에는 황사현상으로 오염도가 높게 나타나며, 미세먼지의 오염도는 점점 심해져 대부분 지역에서 환경기준치를 넘고 있다. 연평균 오존농도는 대도시지역의 여름철에 단기환경기준치를 넘어서는 경우가 많아 서울·인천 같은 대도시에서는 오존경보제를 실시하고 있다.

## 같이 보기
- 대기질 지수
- 대기오염현상